# Бар'єр (фільм, 1979)
«Бар'єр» (болг. Бариерата) — фільм-притча, поставлений за повістю болгарського письменника Павла Вежинова про нездатність людей перейти через створений ними самими бар'єр у свідомості, суть якого в тому, що світ може бути значно ширшим, ніж приземлений матеріальний побут. В основі трагічного сюжету лежить любовна історія в містичному антуражі.

## Сюжет
Відомий 45-річний композитор Антоній Манев пізно вночі, повертаючись з бару додому, несподівано знаходить у себе в машині молоду красиву дівчину Доротею. У процесі знайомства з'ясовується, що Доротея наївна, боязка, але якась дивна. Дівчина напрошується додому до Антонія. Там вона просить його що-небудь зіграти, обов'язково своє. Антоній, сам собі дивуючись, погоджується і грає їй недавно написану композицію. Після закінчення виконання дівчина правильно називає твір, попри те, що вона була його першим слухачем. Тут з'ясовується, що вона живе в божевільні під наглядом доктора Юрукової, але при цьому працює в місті.
Вранці Манев не знаходить дівчину у квартирі й, вражений усім тим, що трапилося минулої ночі, поспішає в клініку і спілкується з доктором Юруковою. Там Манев дізнається, що у дівчини шизофренія, хоча на той момент нападів у неї не було вже понад рік. Доктор Юрукова говорить Антонію, що Доротея вкрай вразлива і її не слід дуже хвилювати. Крім того, вона пояснює, що дівчина іноді вміє читати думки. Доротея пережила в дитинстві дві психологічні травми: загибель батька на своїх очах і пізніше домагання свого дядька, до якого незабаром переїхала після смерті батька. Доротея працювала в майстерні прикладного мистецтва з важким пресом. Доктор просить Манева знайти для дівчини легшу роботу. Манев погоджується і незабаром знаходить для Доротеї роботу переписувача нот. Манев показав їй відповідність нот і звуків, і Доротея навіть могла «чути» те, що писала. Музика починає затягувати Доротею все сильніше і глибше.
Дізнавшись, що Доротеї ніде жити, а в лікарні доктору Юруковій тримати дівчину як пацієнтку стає проблематично, Манев погоджується прихистити дівчину на деякий час у себе. Поступово Доротея розкріпачується, розповідає про себе, ділиться думками з Антонієм. Проте часто її думки та судження ставлять його в глухий кут. Він — егоїст, прагматик, а вона — романтик, та ще з дивними думками, головною з яких є те, що вона мріє літати як птах. Навіть сюжет балету «Лебедине озеро», на який Манев її зводив, їй був чужим, оскільки в ньому людина хотіла з птаха перетворитися на людину. Одного разу після чергової довірчої бесіди Доротея простягає Маневу руку, і після декількох слів вони полетіли. Після цього польоту у них перший і єдиний раз трапилася близькість...
На наступний день Манев був настільки вражений усім тим, що сталося, що, прийшовши до лікарні, розповів про все докторові Юруковій. Вона намагалася його заспокоїти, але потрясіння в Антонія було дуже сильне. Під вигаданим приводом він їде на всю ніч з міста, забувши, що Доротея — телепат. А Доротея, також напередодні зустрівшись з доктором, зрозуміла, що Манев занадто черства людина, щоб її зрозуміти. Повернувшись вранці додому, Антоній знаходить квартиру порожньою. Він підіймається на дах, де він часто розмовляв з Доротеєю, і зауважує, що на пустир, який видно з даху будинку, заїжджає машина швидкої допомоги. Виявляється, що тіло Доротеї знайдено на пустирі з ушкодженнями, немов її скинули з висоти, а потім перенесли на пустир. У Манева було алібі, так що він опинився поза підозрою. А те, що Доротея вміла літати, він нікому не розповів, бо йому все одно б ніхто не повірив. Але Манев зрозумів, що вона просто впала з неба, може бути, навіть навмисне. І вже ніяка сила неспроможна повернути єдину у світі людську істоту, яка вміла літати...

## В ролях
- Інокентій Смоктуновський — Антоній Манев[1]
- Ваня Цвєткова[ru] — Доротея
- Марія Димчева — доктор Юрукова
- Євгенія Баракова[bg]
- Іван Кондов — слідчий

## Знімальна група
- Автор сценарію — Павло Вежинов
- Режисер — Христо Христов
- Художник — Стефан Савов
- Оператор — Атанас Тасєв[ru]
- Композитор — Кіріл Цибулка[bg]

## Нагороди
- Срібна премія XI Московського кінофестивалю
- Номінант кінофестивалю Fantasporto[2]

Крім того, фільм був поданий Національною кінематографічною радою Болгарії для заявки на «Оскар» за найкращий фільм іноземною мовою, але не досяг шорт-листа номінації.